# Natação no Campeonato Europeu de Esportes Aquáticos de 2012 - 4x100 m medley feminino
A prova do revezamento 4x100 metros medley feminino da natação no Campeonato Europeu de Esportes Aquáticos de 2012 ocorreu no dia 27 de maio em Debrecen na Hungria. 

## Calendário
| Fase          | Data       | Hora  |
| ------------- | ---------- | ----- |
| Eliminatórias | 27 de maio | 10:19 |
| Final         | 27 de maio | 18:02 |

Todos os horários estão no horário local (UTC+1)

## Recordes
Antes desta competição, os recordes eram os seguintes:
| Recorde mundial       | China       | 3:52.19 | Roma      | 1 de agosto de 2009 |
| Recorde europeu       | Alemanha    | 3:55.79 | Roma      | 1 de agosto de 2009 |
| Recorde do campeonato | Reino Unido | 3:59.33 | Eindhoven | 24 de março de 2008 |

Os seguintes novos recordes foram estabelecidos durante esta competição. 
| Data       | Prova | Nacionalidade | Tempo   | Recordes              |
| ---------- | ----- | ------------- | ------- | --------------------- |
| 27 de maio | Final | Alemanha      | 3:58.43 | Recorde do campeonato |

## Medalhistas
| Ouro                                                                     | Prata                                                                        | Bronze                                                                             |
| Alemanha · Jenny Mensing · Sarah Poewe · Alexandra Wenk · Britta Steffen | Itália · Arianna Barbieri · Ilaria Bianchi · Chiara Boggiatto · Alice Mizzau | Suécia · Therese Svendsen · Joline Höstman · Martina Granström · Nathalie Lindborg |

## Resultados

### Eliminatórias
Esses foram os resultados das eliminatórias. 
| Pos. | Bateria | Raia | Nadadoras                                                                              | Nacionalidade | Tempo   | Notas            |
| ---- | ------- | ---- | -------------------------------------------------------------------------------------- | ------------- | ------- | ---------------- |
| 1    | 1       | 3    | Carlotta Zofkova Chiara Boggiatto Silvia Di Pietro Alice Mizzau                        | Itália        | 4:04.99 | Q                |
| 2    | 1       | 1    | Lisa Graf Caroline Ruhnau Sina Sutter Daniela Schreiber                                | Alemanha      | 4:05.11 | Q                |
| 3    | 1       | 6    | Therese Svendsen Joline Höstman Martina Granström Nathalie Lindborg                    | Suécia        | 4:06.00 | Q                |
| 4    | 2       | 6    | Mercedes Peris Concepcion Badillo Diaz Judit Ignacio Sorribes Patricia Castro Ortega   | Espanha       | 4:06.13 | Q                |
| 5    | 2       | 8    | Eygló Ósk Gústafsdóttir Hrafnhildur Lúthersdóttir Sarah Blake Bateman Eva Hannesdóttir | Islândia      | 4:07.33 | Q                |
| 6    | 1       | 2    | Hazal Sarikaya Dilara Buse Günaydin Ayse Ezgi Yazici Burcu Dolunay                     | Turquia       | 4:08.63 | Q                |
| 7    | 2       | 3    | Anni Alitalo Jenna Laukkanen Emilia Pikkarainen Hanna-Maria Seppälä                    | Finlândia     | 4:08.67 | Q                |
| 8    | 2       | 2    | Eszter Povázsay Anna Sztankovics Liliána Szilágyi Evelyn Verrasztó                     | Hungria       | 4:09.10 | Q                |
| 9    | 1       | 4    | Uschi Halbreiner Lisa Zaiser Birgit Koschischek Eva Chavez-Diaz                        | Áustria       | 4:10.75 | Recorde nacional |
| 10   | 2       | 5    | Alicja Tchorz Ewa Scieszko Anna Dowgiert Aleksandra Urbanczyk                          | Polónia       | 4:11.36 |                  |
| 11   | 2       | 4    | Kristina Krasyukova Irina Novikova Daria Tcvetkova Maria Ugolkova                      | Rússia        | 4:11.63 |                  |
| 12   | 1       | 7    | Melanie Nocher Fiona Doyle Bethany Carson Sycerika McMahon                             | Irlanda       | 4:13.75 |                  |
| 13   | 2       | 7    | Veronica Orheim Bjørlykke Katharina Stiberg Ingvild Snildal Henriette Brekke           | Noruega       | DSQ     |                  |
| 14   | 2       | 1    |                                                                                        | Grécia        | DNS     |                  |
| 14   | 1       | 5    |                                                                                        | Chéquia       | DNS     |                  |

### Final
Esse foi o resultado da final. 
| Pos.              | Raia | Nadadoras                                                                              | Nacionalidade | Tempo   | Notas                 |
| ----------------- | ---- | -------------------------------------------------------------------------------------- | ------------- | ------- | --------------------- |
| Medalha de ouro   | 5    | Jenny Mensing Sarah Poewe Alexandra Wenk Britta Steffen                                | Alemanha      | 3:58.43 | Recorde do campeonato |
| Medalha de prata  | 4    | Arianna Barbieri Ilaria Bianchi Chiara Boggiatto Alice Mizzau                          | Itália        | 4:01.92 | Recorde nacional      |
| Medalha de bronze | 3    | Therese Svendsen Joline Höstman Martina Granström Nathalie Lindborg                    | Suécia        | 4:05.58 |                       |
| 4                 | 2    | Eygló Ósk Gústafsdóttir Hrafnhildur Lúthersdóttir Sarah Blake Bateman Eva Hannesdóttir | Islândia      | 4:06.64 | Recorde nacional      |
| 5                 | 6    | Mercedes Peris Concepcion Badillo Diaz Judit Ignacio Sorribes Patricia Castro Ortega   | Espanha       | 4:06.78 |                       |
| 6                 | 8    | Evelyn Verrasztó Anna Sztankovics Zsuzsanna Jakabos Katinka Hosszú                     | Hungria       | 4:07.19 |                       |
| 7                 | 1    | Anni Alitalo Jenna Laukkanen Emilia Pikkarainen Hanna-Maria Seppälä                    | Finlândia     | 4:07.55 | Recorde nacional      |
| 8                 | 7    | Hazal Sarikaya Dilara Buse Günaydin Ayse Ezgi Yazici Burcu Dolunay                     | Turquia       | 4:07.56 | Recorde nacional      |

Legenda
| Recorde mundial       | Recorde mundial (World record)               |                       | Recorde africano                      | Recorde africano (African) |                                           | Q | Classificado por posição (Qualified) |
| Recorde do campeonato | Recorde do campeonato (Championship record)  | Recorde da América    | Recorde da América (Americas)         | q                          | Classificado por melhor tempo (Qualified) |   |                                      |
| Melhor marca do ano   | Melhor marca do ano (World leading)          | Recorde asiático      | Recorde asiático (Asian)              | DNS                        | Não largou (Did not start)                |   |                                      |
| Recorde nacional      | Recorde nacional (National record)           | Recorde europeu       | Recorde europeu (European)            | DNF                        | Não terminou (Did not finish)             |   |                                      |
| Recorde pessoal       | Recorde pessoal do atleta (Personal best)    | Recorde da Oceania    | Recorde da Oceania (Oceania)          | DSQ / DQ                   | Desclassificado (Disqualified)            |   |                                      |
| Recorde da temporada  | Recorde da temporada do atleta (Season best) | Recorde sul-americano | Recorde sul-americano (South America) | NM                         | Sem marca (No mark)                       |   |                                      |